# Alexandra Hildebrandt

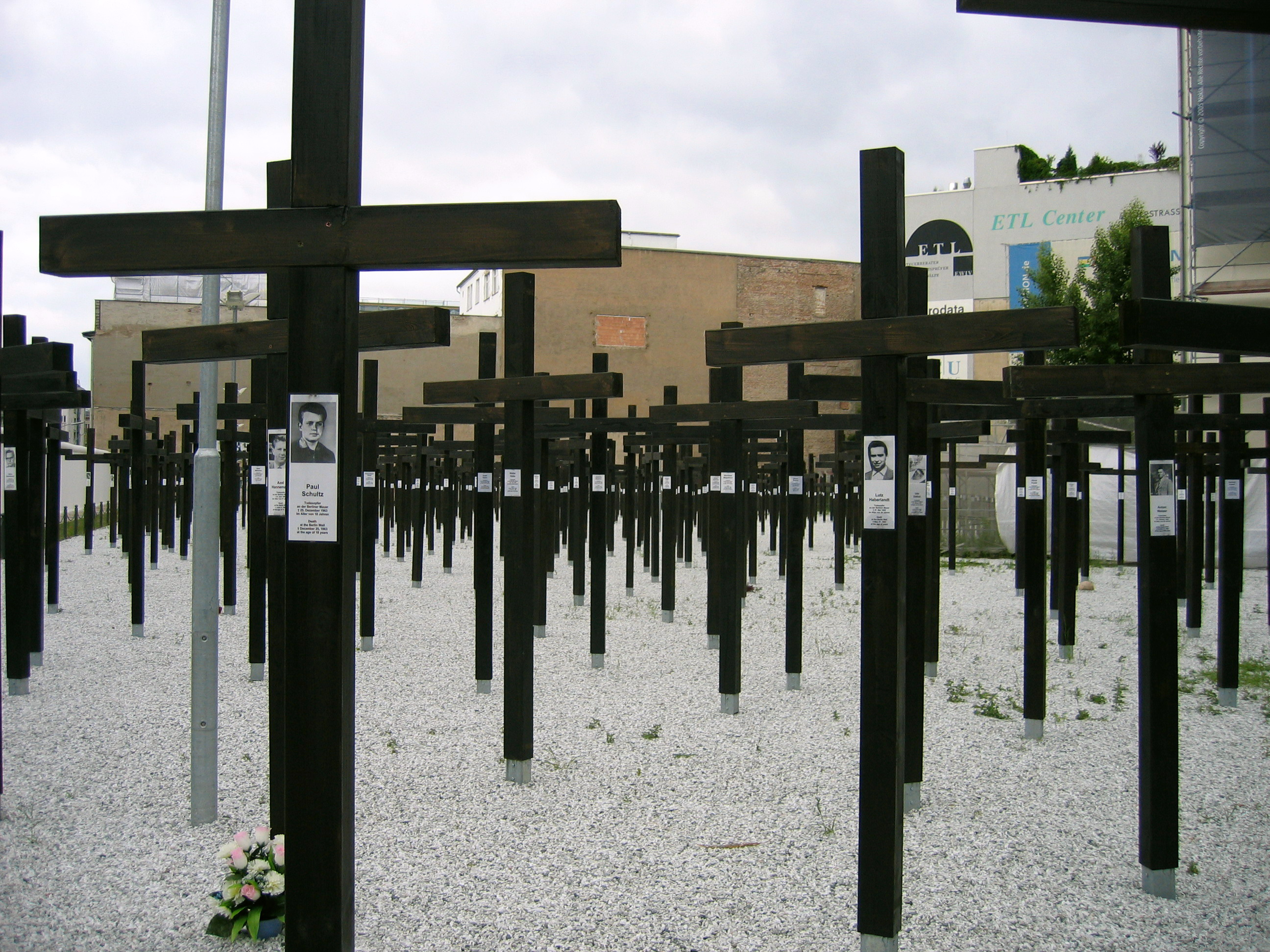
Instalacja „Pomnik Wolności”, 2005 r.

Alexandra Hildebrandt (ur. jako Alexandra Weissmann 27 lutego 1959 r. w Kijowie) – niemiecka artystka, autorka, działaczka polityczna i działaczka na rzecz praw człowieka, dyrektorka berlińskiego Muzeum Muru Berlińskiego (niem. Das Mauermuseum – Museum Haus am Checkpoint Charlie).

## Życiorys
W 1995 r. wyszła za mąż za współzałożyciela i byłego dyrektora Muzeum Muru Berlińskiego, Rainera Hildebrandta. Pozostali małżeństwem aż do śmierci Rainera w 2004 r. Jest znana jako inicjatorka budowy Pomnika Wolności (niem. Freiheitsmahnmal), który został rozebrany po wzbudzeniu licznych kontrowersji w 2005 r.
Praca Alexandry Hildebrandt koncentruje się na utrzymaniu i rozwoju Muzeum Muru Berlińskiego, rehabilitacji ofiar reżimu NRD oraz wyjaśnieniu dalszych losów uciekinierów, którzy ponieśli śmierć na granicy wschód-zachód. Ponadto opowiada się za ogólnoświatową walką o prawa człowieka bez użycia przemocy. W 2004 r. ufundowała międzynarodową nagrodę w dziedzinie praw człowieka, Medal dr. Rainera Hildebrandta (niem. Dr.-Rainer-Hildebrandt-Medaille), przyznawany corocznie w uznaniu nadzwyczajnego, pokojowego zaangażowania w przestrzeganie praw człowieka.
Była w grupie zaangażowanej w uwolnienie z rosyjskiego więzienia Michaiła Chodorkowskiego.
Jest również przewodniczącą Stowarzyszenia Arbeitsgemeinschaft 13. August.

### Laureaci Medalu dr. Rainera Hilderbrandta
- 2005: Icchak Rabin (pośmiertnie), Zheng Yichun
- 2006: Suzan Mubarak
- 2007: Oscar Elias Biscet Gonzales, Normando Hernández Gonzales, Harald Poelchau (pośmiertnie), Muhammad Mugraby
- 2008: Rudolf Seiters, Juri Samodurow
- 2009: Bogdan Borusewicz[7][8]
- 2010: Imre Pozsgay, Jurij Schmidt, Michail Chodorkowski
- 2011: Antonia Rados
- 2012: Yoko Ono[5]
- 2013: Guy von Dardel, Nina Lagergren
- 2014: Rupert Neudeck, Andriej Makarewicz, Wolf Vostell (pośmiertnie)
- 2015: Siergiej Chruszczow
- 2016: Pál Maléter (pośmiertnie), Zoltán Balog
- 2018: Lucius D. Clay (pośmiertnie)

W jury zasiadają m.in.: Henry Kissinger, Hans-Dietrich Genscher, James Douglas-Hamilton, Avi Primor i Joachim Gauck.